# Geri d'Arezzo
Pour les articles homonymes, voir Arezzo (homonymie).
Geri d'Arezzo, né à Arezzo vers 1270 et mort avant 1339, est un savant et juriste italien.